# لوكا: البداية
لوكا: البداية (بالكورية: 루카)؛ هو مسلسل تلفزيوني كوري جنوبي لعام 2021. عرض على قناة تي في إن كل يوم الإثنين والثلاثاء من 1 فبراير الى 9 مارس 2021، وهو متوفر عالميا على منصة آي جيي الصينية بلغات متعددة.

## القصة
يتمتع جي أو (كيم راي وون) بقوة خاصة وسر، لكنه لا يعرف ما هو حقًا، تطارده شخصيات غامضة، بينما يحاول إيجاد إجابات للعديد من الأسئلة التي تحيط به.
جوو ريوم (لي دا هي) تعمل محققة، اختفى والداها عندما كانت طفلة صغيرة، جوو ريوم تطارد الحقيقة وراء اختفاء والديها، تلتقي بـ جي أو وتتغير حياتها.

## بطولة

### دور رئيسي
- كيم راي وون بدور جي أوه[5]

رجل لديه قوة سرية وتريده «منظمة التكنولوجيا البشرية». لا يتذكر أي شيء بعد الاستيقاظ من حادث كبير. قرر معرفة من هو حقًا بعد أن طارده أشخاص مجهولون، مع إدراكه أنه ليس شخصًا عاديًا.
- لي دا هي بدور جيو ريوم[6]

محققة في الفريق الأول لوحدة جرائم العنف في مركز شرطة خوان متروبوليتان. كانت في الأصل من وحدة الجرائم الكبرى، ولكن تم تخفيض رتبتها. فقدت والداها عندما كانت طفلة، ولم تتوقف أبدًا عن العثور عليهم لمدة تسع سنوات.
- كيم سونغ أوه بدور لي سون[7]

جندي سابق في القوات الخاصة. وحُكم عليه بالسجن المؤبد لقتله 9 أشخاص عن طريق الخطأ أثناء تدريب، عندما ألقى قنبلة يدوية بدلاً من شعلة. عرض عليه تشيول سو العمل معه، وقيادة فريق مطاردة للقبض على جي أوه. لقد فقد ذراعه اليمنى بالكامل في محاولة سابقة للقبض على جي أوه، فكان على المنظمة تثبيت ذراع اصطناعية له.

### أدوار داعمه
- جونغ دا يون بدور يو نا[8]
- كيم سانغ هو بدور تشوي جين هوان[9]
- جين كيونغ بدور جونغ أه[8]
- أهن ناي سانغ بدور ريو جونغ كوان[8]

## المشاهدات
| الموسم | الموسم | رقم الحلقة | رقم الحلقة | رقم الحلقة | رقم الحلقة | رقم الحلقة | رقم الحلقة | رقم الحلقة | رقم الحلقة | رقم الحلقة | رقم الحلقة | رقم الحلقة | رقم الحلقة | المتوسط |
| الموسم | الموسم | 1          | 2          | 3          | 4          | 5          | 6          | 7          | 8          | 9          | 10         | 11         | 12         | المتوسط |
| ------ | ------ | ---------- | ---------- | ---------- | ---------- | ---------- | ---------- | ---------- | ---------- | ---------- | ---------- | ---------- | ---------- | ------- |
|        | 1      | 1309       | 1362       | 1380       | 1366       | 1224       | 1309       | 1257       | 1411       | 1412       | 1370       | 1198       | 1285       | 1324    |

نظرا للجدول أدناه، فقد تصدرت الدراما لي 6 أسابيع متتالية، ليومي الاثنين والثلاثاء على القنوات الخاصة.
| الحلقة | تاريخ البث الأصلي | تقييمات (نيلسن كوريا) | تقييمات (نيلسن كوريا) |
| الحلقة | تاريخ البث الأصلي | على الصعيد الوطني     | سيول                  |
| ------ | ----------------- | --------------------- | --------------------- |
| 1      | 1 فبراير 2021     | 5.371٪ (الأول)        | 6.099٪ (الأول)        |
| 2      | 2 فبراير 2021     | 5.802٪ (الأول)        | 6.782٪ (الأول)        |
| 3      | 8 فبراير 2021     | 5.794٪ (الأول)        | 6.596٪ (الأول)        |
| 4      | 9 فبراير 2021     | 5.811٪ (الأول)        | 6.392٪ (الأول)        |
| 5      | 15 فبراير 2021    | 5.348٪ (الأول)        | 6.237٪ (الأول)        |
| 6      | 16 فبراير 2021    | 5.676٪ (الأول)        | 6.301٪ (الأول)        |
| 7      | 22 فبراير 2021    | 5.670٪ (الأول)        | 6.085٪ (الأول)        |
| 8      | 23 فبراير 2021    | 6.118٪ (الأول)        | 7.005٪ (الأول)        |
| 9      | 1 مارس 2021       | 6.228٪ (الأول)        | 6.535٪ (الأول)        |
| 10     | 2 مارس 2021       | 6.299٪ (الأول)        | 6.939٪ (الأول)        |
| 11     | 8 مارس 2021       | 5.491٪ (الأول)        | 6.173٪ (الأول)        |
| 12     | 9 مارس 2021       | 5.974٪ (الأول)        | 6.328٪ (الأول)        |
| معدل   | معدل              | 5.799 %(الأول)        | 6.456% (الأول)        |

## البث الدولي
المسلسل متاح بترجمات متعددة اللغات على منصة iQIYI في جنوب شرق آسيا.

## روابط خارجية
- الموقع الرسمي
 (بالكورية)
- لوكا: البداية على هانسينما
- لوكا :البداية على موقع IMDb (الإنجليزية)
- لوكا :البداية على موقع كينوبويسك (الروسية)
- لوكا :البداية على موقع قاعدة بيانات الفيلم (الإنجليزية)